# Parque nacional Alejandro de Humboldt
El Parque Nacional Alejandro de Humboldt es un parque nacional en las provincias cubanas Holguín y Guantánamo. Tiene el nombre del geógrafo alemán Alexander von Humboldt que visitó la isla en 1800 y 1801. El parque es un Patrimonio Común de la Humanidad desde 2001. 
Debido a su compleja geología y topografía variada, se ha desarrollado una gran variedad de ecosistemas únicos en la Isla, que han dado origen a uno de los sitios de isla tropical en el mundo con mayor diversidad biológica. Muchas de las rocas de este ambiente son tóxicas para las plantas, por lo que las especies tuvieron que adaptarse para sobrevivir en estas condiciones hostiles. Este proceso evolutivo único produjo el desarrollo de muchas nuevas especies, por lo que el parque es uno de los sitios más importantes en el hemisferio occidental para la conservación de flora endémica. 16 de las 28 formas de vegetación de Cuba se encuentran en esta región. 
Entre las principales especies endémicas del parque se encuentran el carpintero real (casi extinto), la cotorra, el catey, el gavilán caguarero, el almiquí (mamífero insectívoro de hábitos nocturnos), la dracena, la polimita, los cateyes, la jutía andaraz (roedor). También viven en la zona manatíes, anfibios (en especial una rana de 1 centímetro), reptiles y peces.
El parque concentra además hermosos paisajes bosques latifolios y pinares. Los ríos del parque portan aguas cristalinas y son frecuentes las cascadas en su cauce.

## Características
Declarado Patrimonio de la Humanidad en la XXV Reunión del Comité de Patrimonio Mundial de la UNESCO, celebrada en Helsinki, Finlandia, el parque presenta el más grande remanente de los ecosistemas conservados en Cuba, de una excepcional belleza y constituye además uno de los sitios más valiosos para la conservación de la flora endémica en todo el Hemisferio Occidental.
El parque Nacional Alejandro de Humboldt, constituye el núcleo principal de la reserva de la biosfera Cuchillas del Toa (ocupa más de la mitad de su área total), la mayor y más valiosa de las cuatro existentes en nuestro país. Este ecosistema, por su belleza natural y numerosos sitios de interés, bien es meritorio compararse, a la vista del visitante, con un escultural conjunto de postales exclusivas de montañas, mesetas, llanuras, bahías, ríos caudalosos, y arrecifes.
Es considerado como uno de los sitios de mayor endemismo del mundo. En él se encuentra el 2% de las especies de flora de la Tierra. El parque concentra hermosos paisajes montañosos con bosques latifolios y pinares, ríos, pozos y cascadas.

## Valores naturales
Los niveles de biodiversidad y endemismo del Parque son los mayores de las Antillas y se encuentran entre los máximos del mundo. Este sitio es uno de los principales centros evolutivos, puente biogeográfico y sitio de refugio miocénico- pleistocénico (fundamentalmente en la época glacial) de la biota caribeña y americana. Es un ejemplo representativo de combinación de evolución neotectónica en condiciones de desarrollo platafórmico sobre viejas estructuras de evolución de arcos de islas (oligoceno-cuaternaria) con basamento de cortezas oceánicas transformadas (ofiolitas), que han provocado la formación de niveles de planación y cortezas de intemperismo de significativo nivel mundial. 
El territorio cuenta con excepcionales ejemplos del desarrollo de formas y sistemas cársicos (“pseudocarso”) sobre litologías no carbonatadas; se evidencian uno de los mejores y más completos ejemplos de los bosques pluviales húmedos tropicales insulares del neotrópico; existen importantes poblaciones (a veces únicas) de especies amenazadas de la flora y la fauna, y en él habitan tres de las especies de vertebrados más pequeños del mundo.